# Мишнево (Щёлковский район)
Мишнево — деревня в Щёлковском районе Московской области России, входит в состав сельского поселения Трубинское.

## География
Деревня расположена на реке Воре, в 57 км к северо-востоку от центра Москвы (37 км от МКАД), в 21 км езды от районного центра и в 7 км от центра поселения.
Ближайшие населённые пункты — деревни Кармолино на юго-востоке и Сукманиха на северо-западе.
Улицы деревни — Горелая, Задняя, Западная, Кооперативная, Лучистая, Новая, Прибрежная, Садовая, Советская и Ясная. Также к деревне приписано 13 садоводческих товариществ (СНТ).
В деревне находится действующая молочная ферма с магазином при ней. Также есть действующий храм. На реке сохранились остатки плотины, которые в настоящее время используются как переправа.
До Мишнево можно доехать на автобусе №33 от Фрязино и маршрутном такси №49 от платформы Воронок (Щёлково).

## Население
| 1678 | 1704 | 1852 | 1859 | 1869 | 1899 | 1926  |
| ---- | ---- | ---- | ---- | ---- | ---- | ----- |
| 36   | ↗49  | ↗374 | ↘327 | ↗443 | ↘151 | ↗1013 |
| 2002 | 2006 | 2010 |      |      |      |       |
| ↘217 | ↗247 | ↘217 |      |      |      |       |

## История
Деревне Мишнево больше 400 лет. Первое упоминание о «пустоши Мишнево» датировано 1576—1578 гг. Рядом с Мишнево археологи нашли многочисленные славянские селища и могильники на реке Воре, восходящие ориентировочно к XI—XIII векам.
Начиналось Мишнево с одного крестьянского двора, поставленного недалеко от древнего могильника. Ученые относят его к XI—XIII векам.
По преданию (сохранилось только в устной молве), первым поселенцем на берегу Вори был донской казак Мишня. Он принадлежал к государевым ратным людям, участвовал вместе со своими сыновьями в осаде Казани.
Со временем количество дворов и жителей росло. До 1670 года Мишнево считалось селом, так как там была церковь. После ликвидации церкви Мишнево стало сельцом — на восьми крестьянских дворах жили в то время 36 человек.
С 1678 по 1704 годы вотчиной владел окольничий Илья Иванович Чириков, отец знаменитого русского мореплавателя XVIII века, капитан-командора Алексея Ильича Чирикова (1703—1748 гг.). В 1725—1730 гг. и 1733—1741 гг. он был помощником Витуса Беринга в первой и второй Камчатских экспедициях. В 1741 г. на «Св. Павле» открыл часть северо-западного побережья Северной Америки, ряд островов Алеутской гряды, один из которых назван его именем.
В 1704 г. Мишнево переходит к родственникам первой жены Петра I Евдокии Федоровны Лопухиной. Владелицей сельца становится жена боярина Петра Абрамовича Лопухина — Татьяна Петровна (1704—1707 гг.). В Мишневе в то время был двор боярыни с 10 дворовыми людьми и восемь крестьянских дворов с 39 жителями. В 1707—1712 гг. вотчина перешла к их сыну Александру Петровичу Лопухину, который в 1712 году «бил челом Великому государю в Поместном Приказе» с просьбой разрешить построить церковь Божию во имя Знамения Пресвятой Богородицы. С 1750 года Мишнево унаследовал его сын Николай. В 1752 году, разобрав обветшавшую к тому времени церковь, он возвел новую с тем же наименованием, тоже каменную, с приделом Св. мученика Александра. По ведомостям, в сельце Мишнево показаны двор помещика и 11 крестьянских дворов, в них проживают 49 мужчин и 44 женщины.
Начиная с 1800 года деревня Мишнево была самым большим селением в Ивановской волости (после села Петровское). В деревне преобладало занятие ручным ткачеством шёлковых и бумажных материй — как на фабриках и в кустарных заведениях, так и по отдельным домам.
В середине XIX века деревня Мишнево относилась ко 2-му стану Богородского уезда Московской губернии и принадлежала департаменту государственных имуществ. В деревне было 35 дворов, 175 душ мужского пола и 199 душ женского.
В «Списке населённых мест» 1862 года — казенное сельцо 2-го стана Богородского уезда Московской губернии по левую сторону Стромынского тракта (из Москвы в Киржач), в 25 верстах от уездного города и 13 верстах от становой квартиры, при реке Воре, с 32 дворами и 327 жителями (152 мужчины, 175 женщин).
По данным на 1869 год — деревня Ивановской волости 3-го стана Богородского уезда с 77 дворами, 1 каменным и 81 деревянным домами, хлебным запасным магазином, крупчаткой, шелковоткацкой фабрикой и шелковоткацким заведением и 443 жителями (222 мужчины, 221 женщина), из них 68 грамотных мужчин и 12 женщин. Имелась 41 лошадь, 66 единиц рогатого скота и 7 единиц мелкого, земли было 387 десятин, в том числе 192 десятины пахотной.
В 1913 году — 155 дворов, земское училище, чайная Общества Трезвости и трактир.
По материалам Всесоюзной переписи населения 1926 года — центр Мишневского сельсовета Щёлковской волости Московского уезда в 5 км от Фряновского шоссе и в 18 км от станции Щелково Северной железной дороги, проживало 1013 жителей (488 мужчин, 525 женщин), насчитывалось 207 хозяйств (183 крестьянских), имелась школа 1-й ступени, сельскохозяйственное кредитное товарищество, лавка, кустарное ткацкое товарищество, изба-читальня.
В 1994–2006 годах относилась к Трубинскому сельскому округу.